# Lithacodia hippotamada
Lithacodia hippotamada là một loài bướm đêm trong họ Noctuidae.